# 미나미요코야마촌
미나미요코야마촌(일본어: 南横山村)은 일본 오사카부 이즈미군·센보쿠군에 설치되었던 촌이다. 현재의 이즈미시에 해당한다.